# ابوسعید ابوالخیر
فضل‌الله بن احمد بن محمد بن ابراهیم میهنی مشهور به شیخ ابوسعید ابوالخیر (۱ محرم ۳۵۷–۴ شعبان ۴۴۰ ه‍.ق) عارف و شاعر نامدار ایرانی سده چهارم و پنجم بود. ابوسعید ابوالخیر در میان عارفان مقامی بسیار برجسته و ویژه‌ای دارد و نام او با عرفان و شعر آمیختگی عمیقی یافته است. چندان که در بخش مهمی از شعر پارسی چهرهٔ او در کنار مولوی و عطار قرار می‌گیرد، بی آنکه خود شعر چندانی سروده باشد. در تاریخ اندیشه‌های عرفانی‌اش در بالاترین سطح اندیشمندان این گُسترهٔ پهناور در کنار منصور حلاج، بایزید بسطامی و ابوالحسن خرقانی بشمار می‌رود. همان کسانی که شهاب‌الدین سهروردی آن‌ها را ادامه دهندگان فلسفه باستان و ادامه حکمت خسروانی می‌خواند. از دوران کودکی نبوغ و استعداد او بر افراد آگاه پنهان نبوده است.

## زندگی
شیخ ابوسعید ابوالخیر از عارفان بزرگ و مشهور سده چهارم و اوایل سده پنجم هجری در روز شنبه ۲۱ آذر ۳۴۶ هجری خورشیدی در مهنه متولد گردید و در ۲۲ دی ۴۲۷ هجری خورشیدی در زادگاهش دیده از جهان فروبست.
میهنه، زادگاه و آرامگاه ابوسعید ابوالخیر، ناحیه‌ای میان سرخس و ابیورد، اکنون شهرکی در خاک ترکمنستان در ۱۳۰ کیلومتری جنوب شرقی عشق آباد، مقابل چهچهه در خاک ایران است.
او سال‌ها در مرو و سرخس فقه و حدیث آموخت تا در پی یک رویداد مهم در زندگی‌اش، درس را رها کرده و به جمع صوفیان پیوست و به وادی عرفان روی آورد.

شیخ ابوسعید پس از آشنایی با طریقه تصوف در نزد شیخ ابوالفضل سرخسی و ابوالعباس قصاب آملی به دیار اصلی خود (میهنه) بازگشت و هفت سال به ریاضت پرداخت و در سن ۴۰ سالگی به نیشابور رفت. وی به مدت یک سال در خانقاه آمل خدمت ابوالعباس قصاب آملی بود.

در این سفرها بزرگان علمی و شرعی نیشابور با او به مخالفت برخاستند، اما چندی نگذشت که مخالفت‌ها به موافقت بدل شد و مخالفان وی تسلیم شدند.
او تمام عمر خویش را در تربیت مریدانش سپری کرد. نوهٔ شیخ ابوسعید ابوالخیر، محمد بن منور، در سال ۵۹۹ کتابی به نام اسرار التوحید دربارهٔ زندگی و احوالات شیخ نوشته است.
او پیرو مذهب شافعی بود، اما روایت شده که با دیدن خودداری صوفیان خانقاه از صلوات گفتن بر آل رسول (صلی الله علیه و اله و سلم) در تشهد اول و در قنوت، پیش‌نماز خانقاه را ملامت کرده و گفته «ما در موکبی نرویم که آل محمد در آن‌جا نباشد».
ابوسعید در روز پنجشنبه (شب آدینه) چهارم شعبان ۴۴۰ قمری در میهنه درگذشت.

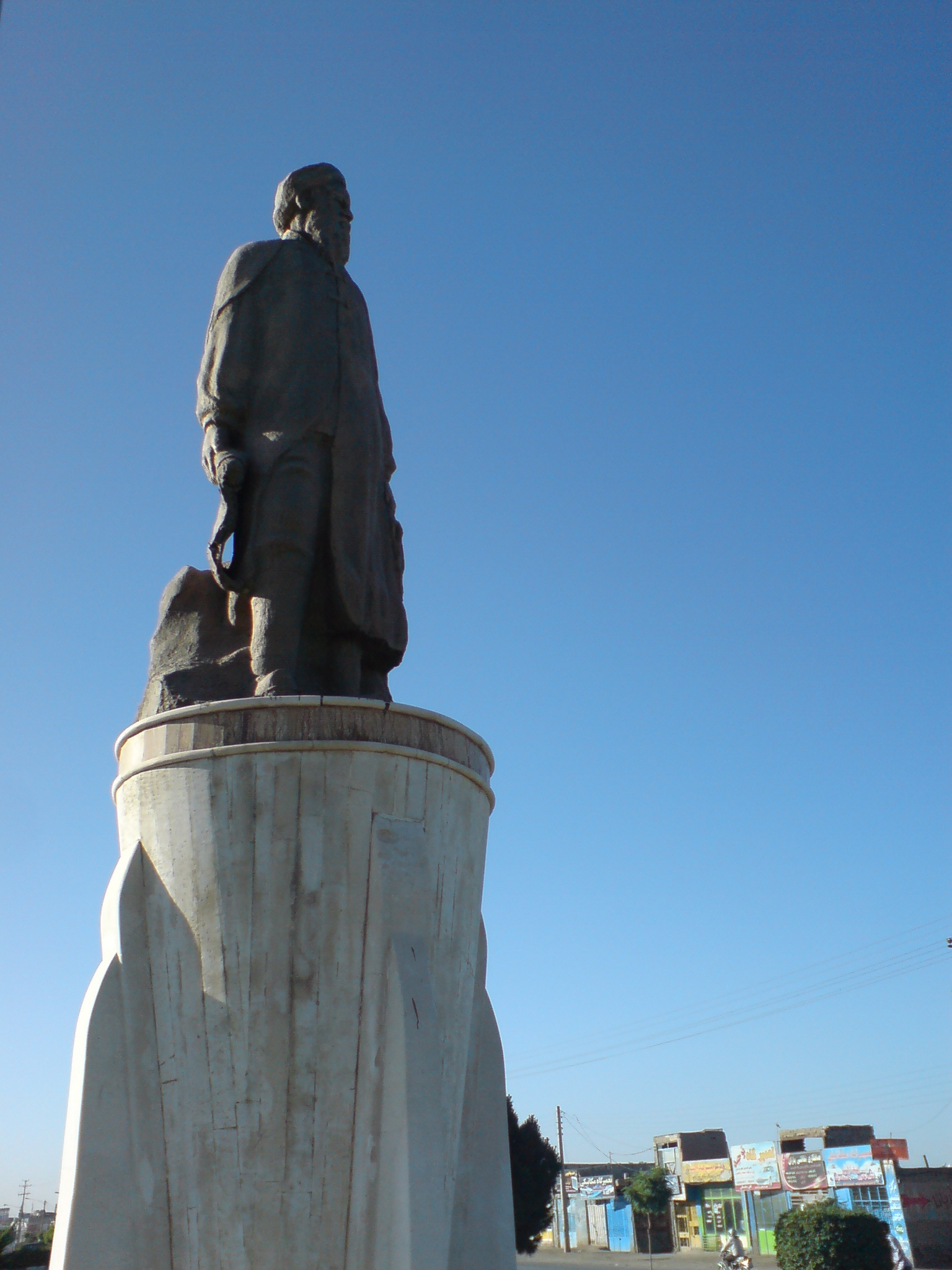
مجسمه ابوسعید ابوالخیر در نیشابور

## دیدگاه‌ها نسبت به ابوسعید
ابن سینا پس از دیدار با ابوسعید گفته است:
هر چه من می‌دانم او می‌بیند.
هرمان اِته، خاورشناس نامی آلمانی دربارهٔ شیخ ابوسعید ابوالخیر می‌نویسد:
وی نه تنها استاد دیرین شعر صوفیانه به‌شمار می‌رود، بلکه صرف نظر از رودکی و هم دوره‌هایش، می‌توان او را از نوآوران رباعی، که زاییده طبع است، دانست. نوآوری او در این‌گونه شعر از دو جایگاه است: یکی آن که وی نخستین شاعری است که شعر خود را فقط به شکل رباعی سرود. دوم آنکه رباعی را بر خلاف پیشینیان خود نقشی از نو زد، که آن نقش جاودانه ماند؛ یعنی آن را کانون اشتعال آتش عرفان وحدت وجود قرار داد و این نوع شعر از آن زمان نمودار گمان‌های رنگین عقیده به خدا در همه چیز بوده است. نخستین بار در اشعار اوست که کنایات و اشارات عارفانه به کار رفته، تشبیهاتی از عشق زمینی و جسمانی در مورد عشق الهی ذکر شده و در این معنی از ساقی بزم و شمع شعله‌ور سخن رفته و سالک راه خدا را عاشق حیران و جویان، می‌گسار، مست و پروانه دور شمع نامیده که خود را به آتش عشق می‌افکند.

## دیدار با ابن سینا
داستان دیدار او با ابن سینا که در کتاب اسرارالتوحید آمده بسیار پر آوازه است:
خواجه بوعلی سینا با شیخ در خانه شد و در خانه فراز کردند و سه شبانه روز با یکدیگر بودند و به خلوت سخن می‌گفتند که کس ندانست و نیز به نزدیک ایشان در نیامد مگر کسی که اجازت دادند و جز به نماز جماعت بیرون نیامدند، بعد از سه شبانه روز خواجه بوعلی برفت، شاگردان از خواجه بوعلی پرسیدند که شیخ را چگونه یافتی؟ گفت: هر چه من می‌دانم او می‌بیند، و متصوفه و مریدان شیخ چون به نزدیک شیخ درآمدند، از شیخ پرسیدند که ای شیخ، بوعلی را چون یافتی؟ گفت: هر چه ما می‌بینیم او می‌داند.
گویند ابوسعید ابوالخیر به شیخ الرئیس نوشت: مبادا بر مباحث معقول اعتماد کنی؛ زیرا بدیهی‌ترین استدلال شکل اول است، در حالی که شکل اول دوری است. افزون بر این، ثبوت نتیجه متوقف بر کلیت کبراست و کلیت کبرا بر صدق اکبر بر اصغر متوقف است؛ زیرا اصغر از جمله افراد اکبر است. شیخ الرئیس در پاسخ گفت: کلیت کبرا موقوف بر اندراج اصغر است به اجمال، و مقصود از نتیجه حصول نتیجه است به تفصیل.

## نمونه چند رباعی
| وا فریادا ز عشق وا فریادا |  | کارم به یکی طرفه نگار افتادا    |
| گر داد من شکسته دادا دادا |  | ور نه من و عشق هر چه بادا بادا! |

* * *
| من بی تو دمی قرار نتوانم کرد |  | احسان تو را شمار نتوانم کرد  |
| گر بر سر من زبان شود هر مویی |  | یک شکر تو از هزار نتوانم کرد |

* * *
| از واقعه‌ای تو را خبر خواهم کرد |  | و آنرا به دو حرف مختصر خواهم کرد |
| با عشق تو در خاک نهان خواهم شد |  | با مهر تو سر ز خاک برخواهم کرد   |

* * *
| گفتم: چشمم، گفت: به راهش می‌دار   |  | گفتم: جگرم، گفت: پر آهش می‌دار |
| گفتم که: دلم، گفت: چه داری در دل |  | گفتم: غم تو، گفت: نگاهش می‌دار |

* * *
| دیشب که دلم ز تاب هجران می‌سوخت |  | اشکم همه در دیدهٔ گریان می‌سوخت |
| می‌سوختم آن چنان‌که غیر از دل تو |  | بر من دل کافر و مسلمان می‌سوخت |

* * *
| با درد تو اندیشهٔ درمان نکنم   |  | با زلف تو آرزوی ایمان نکنم |
| جانا تو اگر جان طلبی خوش باشد |  | اندیشهٔ جان برای جانان نکنم |

}}

## آثار
کتاب‌هایی که برپایهٔ سخنان ابوسعید گردآوری شده، عبارتند از:
- اسرار التوحید فی مقامات شیخ ابی سعید تألیف محمدبن منور بن ابی سعد بن ابی ظاهر بن ابی سعید، از نوادگان وی[۶]
- رساله «حالات و سخنان شیخ ابوسعید»؛ گردآورنده: ابوروح لطف‌الله، نوه ابوسعید
- سخنان منظوم ابوسعید ابوالخیر

جایگاه ابوسعید در فرهنگ مشرق زمین از یک جهت یادآور سقراط است؛ گرچه او عملاً در معارف صوفیه اثر جداگانه‌ای به قلم خود بر جای نگذاشته، در همه جا نام و سخن او هست. چندین کتاب از سخنان وی به وسیله دیگران نگارش یافته و دو سه نامه سودمند مهم که به ابن سینا، فیلسوف نامدار زمان خود، نوشته، از او بر جا مانده است.

به رغم اینکه وی در معارف صوفیه اثر مهمی تألیف نکرده، از شواهد و قرائن برمی‌آید که در ذهن ابوسعید، یک جهان‌بینی عرفانی، به صورت کلی و منظم وجود داشته است. 

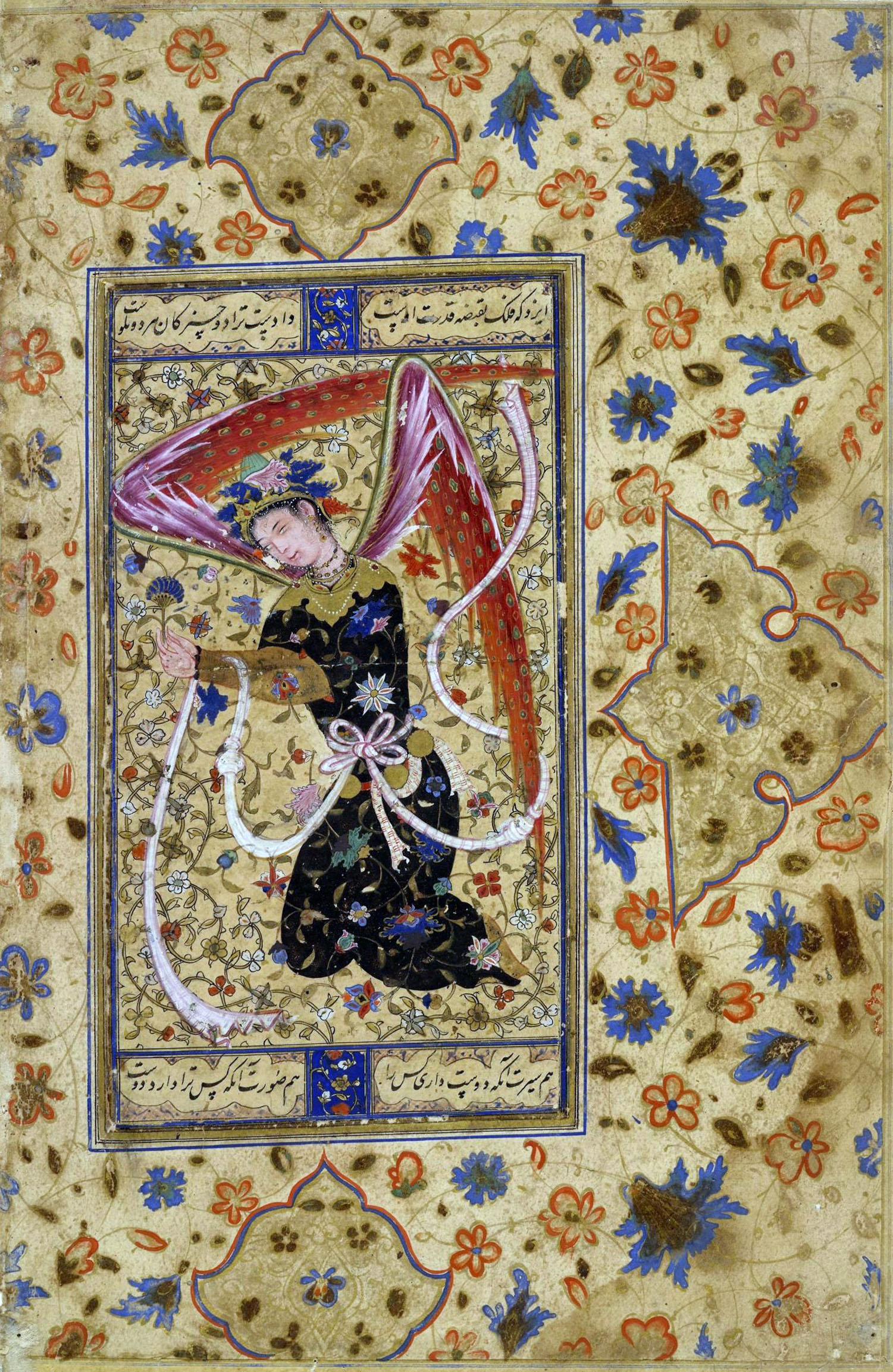
فرشته به سبک نقاشی ایرانی متعلق ۱۵۵۵ میلادی در برگ یک کتاب همراه با رباعی زیر از ابوسعید ابوالخیر:
ایزد که جهان به قبضه قدرت اوست
داده است ترا دو چیز کان هر دو نکوست
هم سیرت آنکه دوست داری کس را
هم صورت آنکه کس ترا دارد دوست

## سخنان و داستان‌هایی دربارهٔ ابوسعید
او خود می‌گوید: «آن زمانی که قرآن می‌آموختم پدرم مرا به نماز آدینه برد. در راه شیخ ابوالقاسم که از مشایخ بزرگ بود پیش‌آمد، پدرم را گفت که ما از دنیا نمی‌توانستیم رفت زیرا که ولایت را خالی دیدیم و درویشان تباه می‌شدند. اکنون این فرزند را دیدم، ایمن گشتم که عالم را از این کودک بهره خواهد بود.» نخستین آشنایی ابوسعید با راه حق و علوم باطنی به اشاره و ارشاد همین شیخ بود. چنان‌که خود ابوسعید نقل می‌کند که شیخ به من گفتند: ای پسر خواهی که سخن خدا گویی گفتم خواهم. گفت در خلوت این شعر می‌گویی:
| من بی تو دمی قرار نتوانم کرد |  | احسان تو را شمار نتوانم کرد  |
| گر بر سر من زبان شود هر مویی |  | یک شکر تو از هزار نتوانم کرد |

همه روز این بیت‌ها می‌گفتم تا به برکت این ابیات در کودکی راه بر من گشاده شد.
چنان‌که در برخورد وی با ابن سینا می‌توان این نکته را دریافت. در این دیدار با یکدیگر سه‌شبانه روز به خلوت سخن گفتند که کس ندانست.
بعد از سه شبانه روز خواجه بوعلی سینا برفت، شاگردان او پرسیدند که شیخ را چگونه یافتی گفت: هر چه می‌دانم، او می‌بیند. مریدان از شیخ پرسیدند که ای شیخ بوعلی را چگونه یافتی گفت: هر چه ما می‌بینیم او می‌داند.
بوسعید همچون حلقهٔ استواری زنجیره سنت‌های عرفانی پیش از خودش را به حلقهٔ نسل‌های پس از خویش پیوند می‌دهد. وی تصوف را عبارت از آن می‌داند که: «آنچه در سرداری بنهی و آنچه در کف داری بدهی و آنچه بر تو آید نجهی.» با اینکه در روزگار زنده بودنش مورد تازش خشک مغزان مذهبی بود و اتهام لاابالیگری‌های او در دورهٔ زندگی تا اسپانیای اسلامی یعنی اندلس رفته بود.

ابن حزم اندلسی در زمان زندگی او درباره‌اش می‌گوید: «شنیده‌ایم که به روزگار ما در نیشابور مردی است از صوفیان با کنیه ابوسعید ابوالخیر که گاه جامه پشمینه می‌پوشد، و زمانی لباس حریر که بر مردان حرام است، گاه در روز هزار رکعت نماز می‌گذارد و زمانی نه نماز واجب می‌گزارد نه نماز مستحبی و این کفر محض است. پناه بر خدا از این گمراهی.» با وجود این قدیس دیگری را نمی‌شناسیم که مردم تا این پایه شیفته او باشند و چهره او به عنوان رمز اشراق و اشراف بر عالم پنهان به گونه نشانه و رمزی درآمده باشد آن گونه که بوعلی رمز دانش و علوم رسمی است.
ابوسعید نسبت به دو صوفی پیش از خودش بایزید بسطامی و حلاج که در تاریخ عرفان مهم‌ترین مقام را دارند، ارادتی خاص داشته است. وی در محیطی که بیشتر صوفیان، حلاج را کافر می‌دانستند و گروهی مانند عبدالکریم قشیری در مورد او با احتیاط و سکوت برخورد می‌کردند او را به عنوان نمونه عیار و جوانمردی می‌دانست که به گفته خودش در اسرار التوحید «در علوم حالت در مشرق و مغرب کسی چون او نبود.» وی در فقه و کلام و منطق و حدیث و تفسیر و دیگر علوم رایج عصر از چهره‌های ممتاز به‌شمار می‌رفته است. ابوسعید بزرگ‌ترین علمای دوره از قبیل ابوعلی زاهد بن احمد فقیه و قفال مروزی و ابوعبدالله خضری سال‌های دراز به تحصیل علوم اشتغال داشته است.

از جمع استادان او که بگذریم وی با شمار زیادی از فقها و محدثین و ادیبان و شاعران دورهٔ خود روابط دوستانه و عادلانه داشته است. نه تنها داستان‌های اسرار التوحید بلکه اسناد تاریخی غیر صوفیانه نیز گواهند بر اینکه علمای بزرگی چون ابومحمد جوینی پدر امام‌الحرمین جوینی که از بزرگ‌ترین علمای نیشابور در این دوره بود با وی روابط دوستی داشته است.
در حکایت مشهوری از وی آمده است که:
شیخ را گفتند (به شیخ ابوسعید ابوالخیر گفتند): فلان کس بر روی آب می‌رود (راه می‌رود)!
گفت: «سهل است (آسان است)! چغزی (قورباغه) و صعوه‌ای (پرنده کوچک به اندازه گنجشک و آوازخوان) نیز بر روی آب می‌رود.»
گفتند که: فلان کس در هوا می‌پرد!
گفت: «زغنی (نوعی پرنده کوچکتر از باز، موش گیر) و مگسی در هوا بپرد.»
گفتند: فلان کس در یک لحظه از شهری به شهری می‌رود.
شیخ گفت: «شیطان نیز در یک‌نفس (یک لحظه) از مشرق به مغرب می‌شود (می‌رود)، این چنین چیزها را بس (بسیار) قیمتی (ارزش) نیست. مرد (انسان واقعی) آن بُوَد (آن کس می‌باشد) که در میان خلق بنشیند و برخیزد و بخسبد (بخوابد) و با خلق ستد و داد کند (معامله) و با خلق درآمیزد (در ارتباط باشد) و یک لحظه از خدای غافل نباشد.
هرمان اته، خاورشناس آلمانی او را یکی از نوآوران قالب رباعی در زبان فارسی دانسته است.
محمد بن منور نوادهٔ او نیز کتابی به اسم اسرارالتوحید فی مقامات شیخ ابی سعید ابی الخیر در وصف کمالات او نوشته که سه باب می‌باشد.

## آرامگاه ابوسعید ابوالخیر
آرامگاه مشهور ابوسعید ابوالخیر در ۵ کیلومتری شمال شهرک میهنه، زادگاه وی، ناحیه‌ای بین سرخس و ابیورد و
در دل بیابان‌های ترکمنستان امروزی در ۱۳۰ کیلومتری جنوب شرقی عشق آباد، روبه‌رویِ چهچهه در خاک ایران است. ابوسعید نزد ترکمن‌ها بسیار مجرب بوده و همواره مرجع زیارت آن‌ها می‌باشد. علی‌رغم اینکه دسترسی مناسبی جهت زیارت آرامگاه وی وجود ندارد اما همواره پذیرای مردم ترکمنستان می‌باشد. ابوسعید در ترکمنستان به منه بابا مشهور است. چرا که هر پیر و صاحب‌دلی با پسوند بابا شهرت دارد. بنای آرامگاه وی بسیار قدیمی و برپا می‌باشد. چندین مقبره دیگر نیز در حوالی مزار وی مدفون می‌باشند.
آرامگاهی نیز در روستای مهنه از توابع شهرستان مه‌ولات واقع در استان خراسان رضوی را به ابوسعید ابوالخیر نسبت داده‌اند.

بنای این آرامگاه در ۵۵ کیلومتری جنوب شرقی تربت حیدریه و ۷ کیلومتری فیض‌آباد در روستایی به نام مهنه قرار دارد که به اعتقاد برخی مدفن شیخ ابوسعید ابی‌الخیر پیر مهنه است. گردآورنده اسرار التوحید به روشنی محل دفن شیخ را میهنه خاوران ذکر کرده است که اکنون این نقطه در خارج از مرزهای ایران می‌باشد.
باستانی پاریزی، در مورد آرامگاه ابوسعید ابوالخیر در کتاب «بارگاه و خانقاه: در کویر هفت کاسه» چنین گفته است که:
«... مزار ابوسعید ابوالخیر در مهنه دشت خاوران است و هم‌اکنون آثار آن در جمهوری ترکمنستان جاودان است ولی در خراسان رضوی نیز دو جا به نام مزار ابوسعید ابوالخیر شهرت دارد: یکی در مهنه شهرستان مه‌ولات و دیگری در شهرستان جلگه‌رخ در نزدیکی کدکن در میان دشت ساختمانی است که گذشته سندی هم ندارد ولی بر سر آن اشعاری نوشته شده و آن را به نام مزار شیخ ابوسعید ابی الخیر معرفی کرده‌اند و همگان مردم بدین نام جای تبرک می‌جویند و حدس من این است که هر دو جا یک روزی قدمگاه شیخ ابوسعید بوده است…»

## کرامت
کرامت نیز در جهان بینی عرفانی ابوسعید نه بر آب رفتن است، نه بر هوا پریدن و نه طی ارض کردن. کراماتی که به او نسبت، یا از او بازگفته اند، همگی از گونه فراست و آگاهی از اندرون دل دیگران بوده است. وی به این ویژگی در تاریخ تصوف مانند شده است، زیرا که سرتاسر زندگی خانقاهی او پراست از اندرون دل خوانی‌ها و فراست‌هایی که ردکنندگان را در حق او به اقرار و قبول وامی‌داشته است. بیشتر مشایخ صوفیه او را به این صفت ممتاز دانسته و از او با عنوان‌های «آگاه بر همه سینه‌ها»، «فارس غیوب» و «جاسوس یا حارس القلوب» و حتی «مشرق الضمائر» یاد کرده‌اند.